# Ochípok

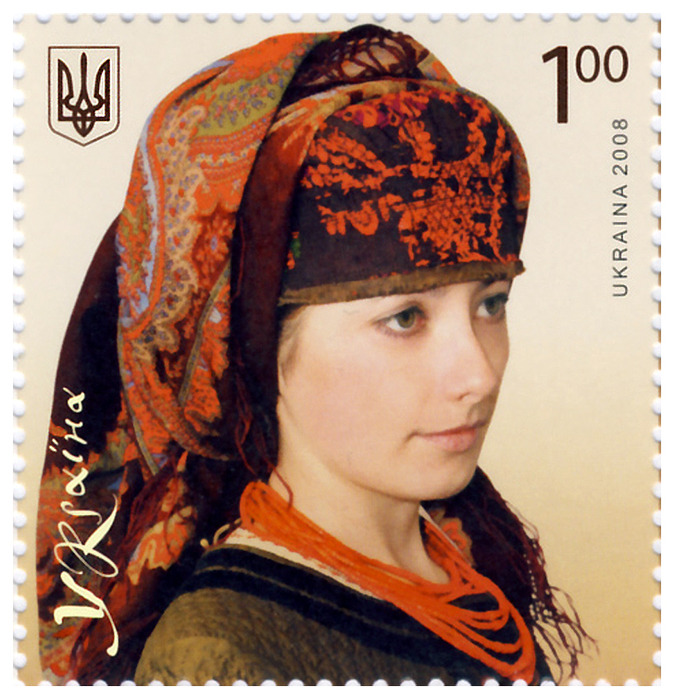
Ochipok y Pañuelo de Cherkasy

Oчі́пок (Ochípok), очепок (ochépok), чепець (Chepets), чіпець (Chipets), каптур (Kaptur), керпа (Kerpa), капор (Kapor) o чепак (Chepak), son todos los nombres que recibe esta prenda de vestir para la cabeza, típica de Ucrania. 
El plural de la palabra es Ochipky.
Podría traducirse al español como “Cofia”, pero contiene algunas diferencias técnicas y culturales que la hacen diferente.
Constituye la parte superior, para la cabeza, del traje típico de Ucrania.

Prendas típicas ucranianas. La Justka y el Ochipok

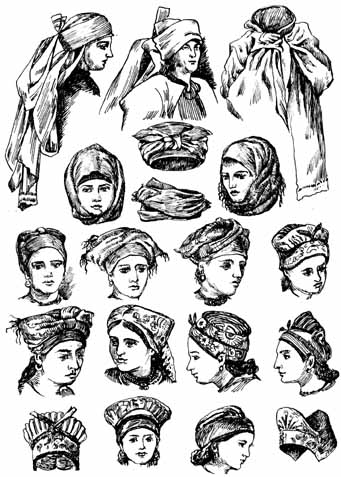
Prendas tradicionales ucranianas para la cabeza

## Historia
El Ochípok era suave, a veces con un fondo duro para la parte de atrás, y correas que servían para fijarlo firmemente al contorno de la cabeza; se piensa que se originó durante el siglo XVI, cuando el hetmanato cosaco estaba en su apogeo.
De uso obligatorio para las mujeres antes del siglo XX, era una tela que cubría su pelo; con la circunferencia exacta de la cabeza, era posible saber si una mujer estaba casada, o incluso si era ya madre, por la forma de su ochípok.
A principios del siglo XX, ya las primeras generaciones de mujeres, recordaban haber visto los ochipky en las cabezas de sus madres, pero ellas mismas ya no las utilizaban. 
En la región de los Cárpatos y en la Polesia, duró unos 30 años más, pero a mediados del siglo pasado, ya era nada más una reliquia, objeto de museo. 
La castidad, la fidelidad, siempre han sido virtudes a las que el pueblo ucraniano presta mucha importancia. Los cosacos llevaban los pantalones flojos en la entrepierna; las mujeres vestían largas faldas, camisas Vyshyvanka, y cubrían su pelo largo de la vista de los extraños; solamente su esposo se los podía ver, por lo que se quitaban el Ochípok antes de acostarse. Aunque otra función era proteger el pelo del polvo y los rayos del sol.
Indicador del lugar de procedencia, y del estatus social; en la intimidad del hogar podían llevar puesto un ochípok sencillo, de tela de cáñamo, manta, lino, o lona; mientras que para salir, como por ejemplo al mercado o una reunión social, o en ocasiones festivas cubrían su cabeza con un ochípok de lujo. 
Hecho con tafetán, seda, terciopelo o brocado, materiales que se podían conseguir únicamente en la ciudad, considerados tejidos preciosos. También se decoraba con encajes, pedrería o el bordado de la vyshyvanka, que contiene mucho simbolismo.
El estatus social se marcaba en cuanto al ochípok de diario; uno con fondo duro de cartón u otro material era propio de una mujer con más recursos económicos que uno de lino o lona. El lavado de esta prenda constantemente deterioraba estos fondos duros y había que cambiarla.
Este cobertor de cabeza cubría desde la frente, hasta las sienes por los lados (naturalmente también las orejas) y parte de la nuca por detrás.

## Nombres Regionales
Tenía varios nombres regionales;  el suave  «чушка» (Chuschka) de Kiev y Chernígov; el «збірник» (zbirnyk) de Poltava, en cherkaschka se le llamaba «зборник»(zbornyk), «капор»(kapor) en las regiones de Dnipropetrovsk y Kirovohrad ; «каптурчик» (kapturchyk) en Vínnitsa,  «ковпак» (kovpak) o «чепець» (chepets) en las ternópilas , Rivne y Volyn; o “капур”  (kapur) en Cherkasy.

## Tipos de Ochípok
Los ochipky tienen varias formas según la región; por ejemplo en Kiev, tenían incluso dos cuernos ; las tapas de colores lisos, o a veces con flores u hojas bordadas; se podía ver apenas, un par de mechones de cabello, a propósito, por debajo; los ochipky modernos dejan entrever un poco de pelo por adelante o los lados. Recuerdan mucho a las princesas de los cosacos.
En Poltava es un poco más simple, siguiendo la forma de la cabeza, y conectado a la namitka.
En Chernígov se asemejaba mucho a la forma del tocado de las monjas de capucha, de forma cilíndrica, pues esta orden de religiosas tenía varios monasterios en la región.

## Galería

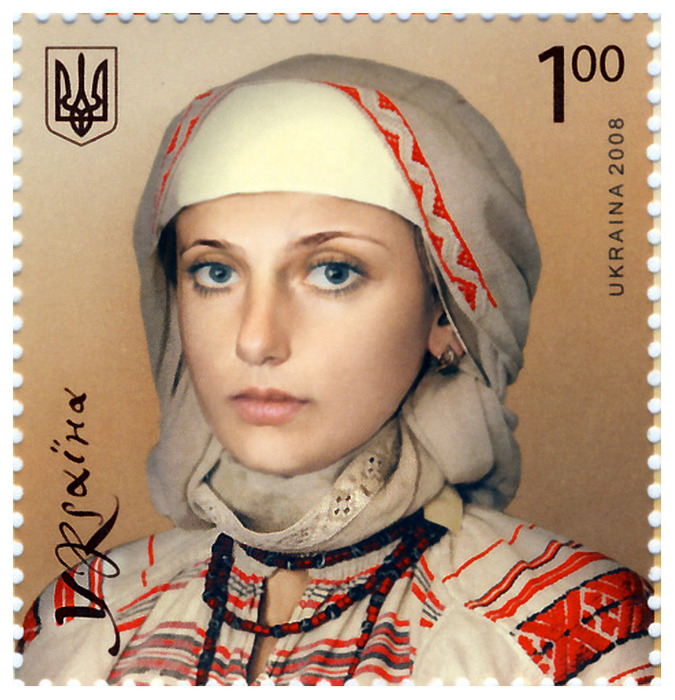
Ochipok y peremitka

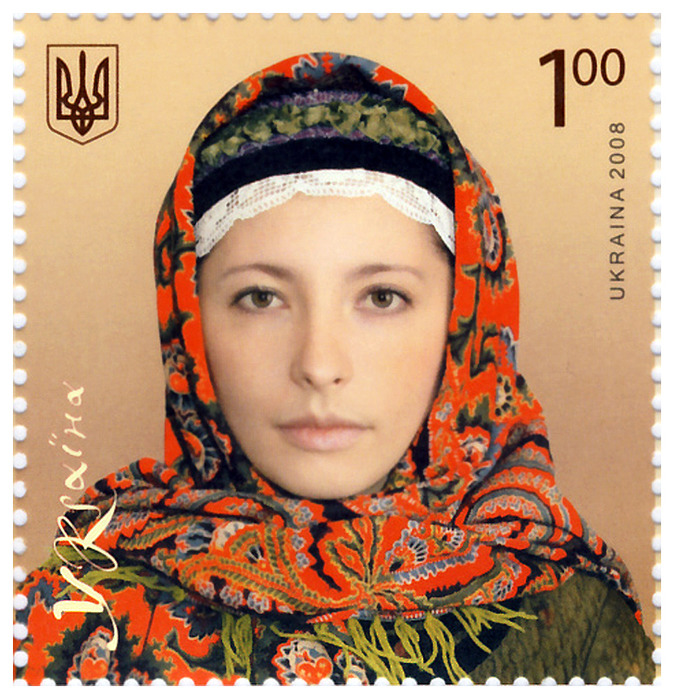
Ochipok y Justka de Lviv
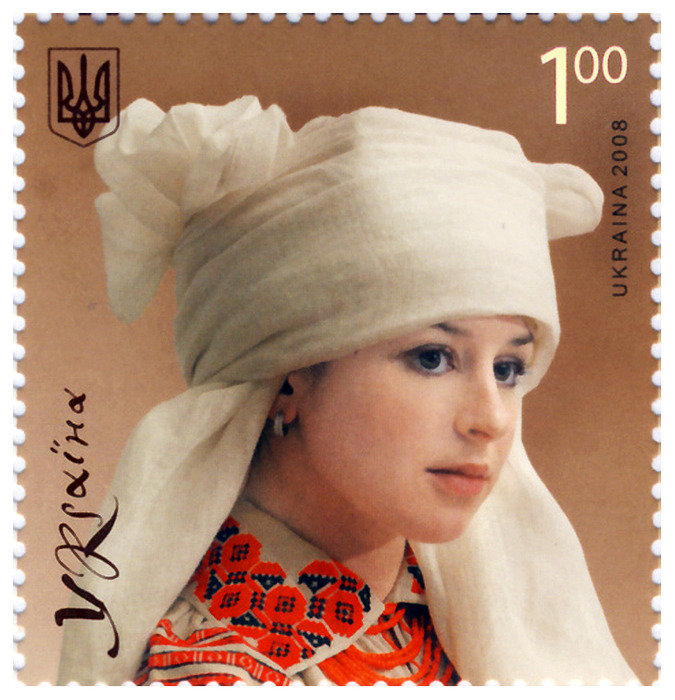
Namitka de Rivne
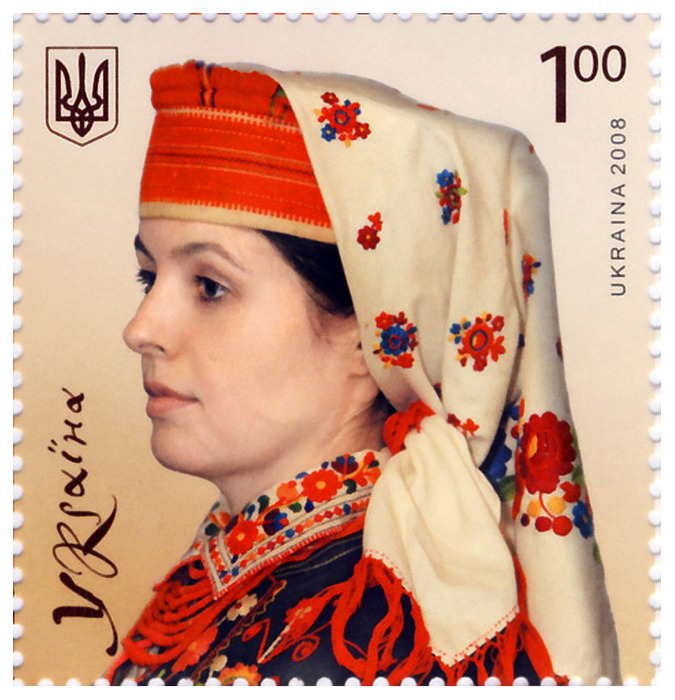
Bavnytsia y Justka de Lviv
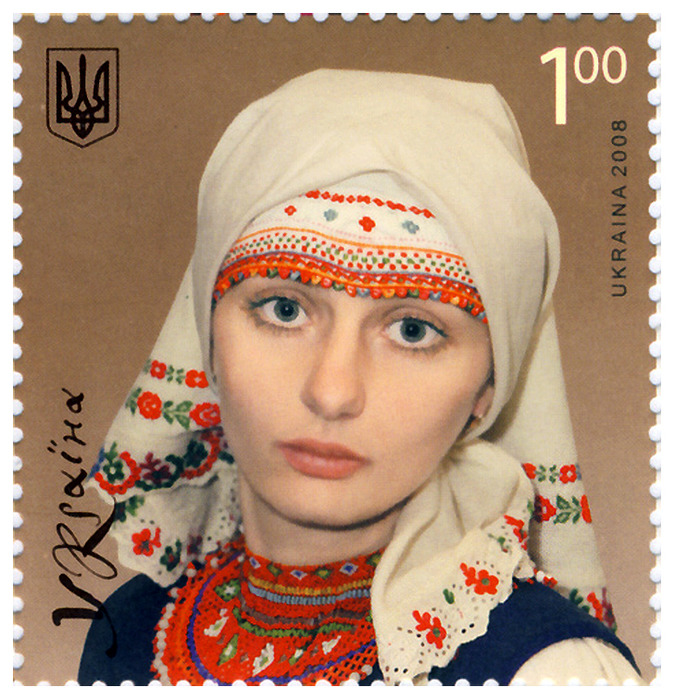
Caul y Pañuelo
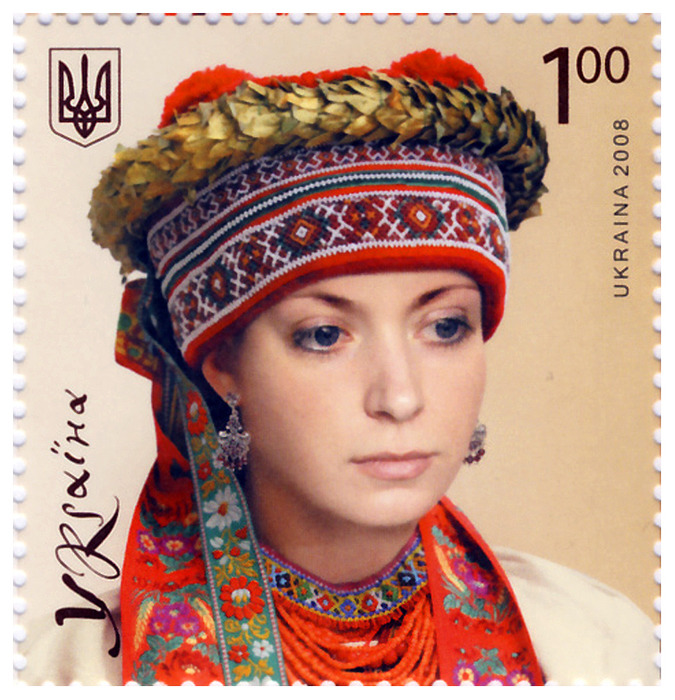
Bavnytsia, Pocutia
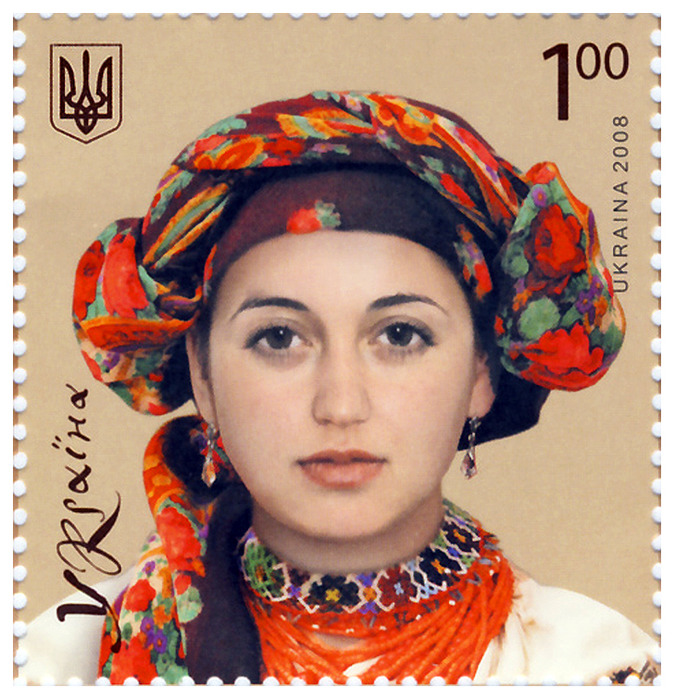
Peremitka estilo Hutsul
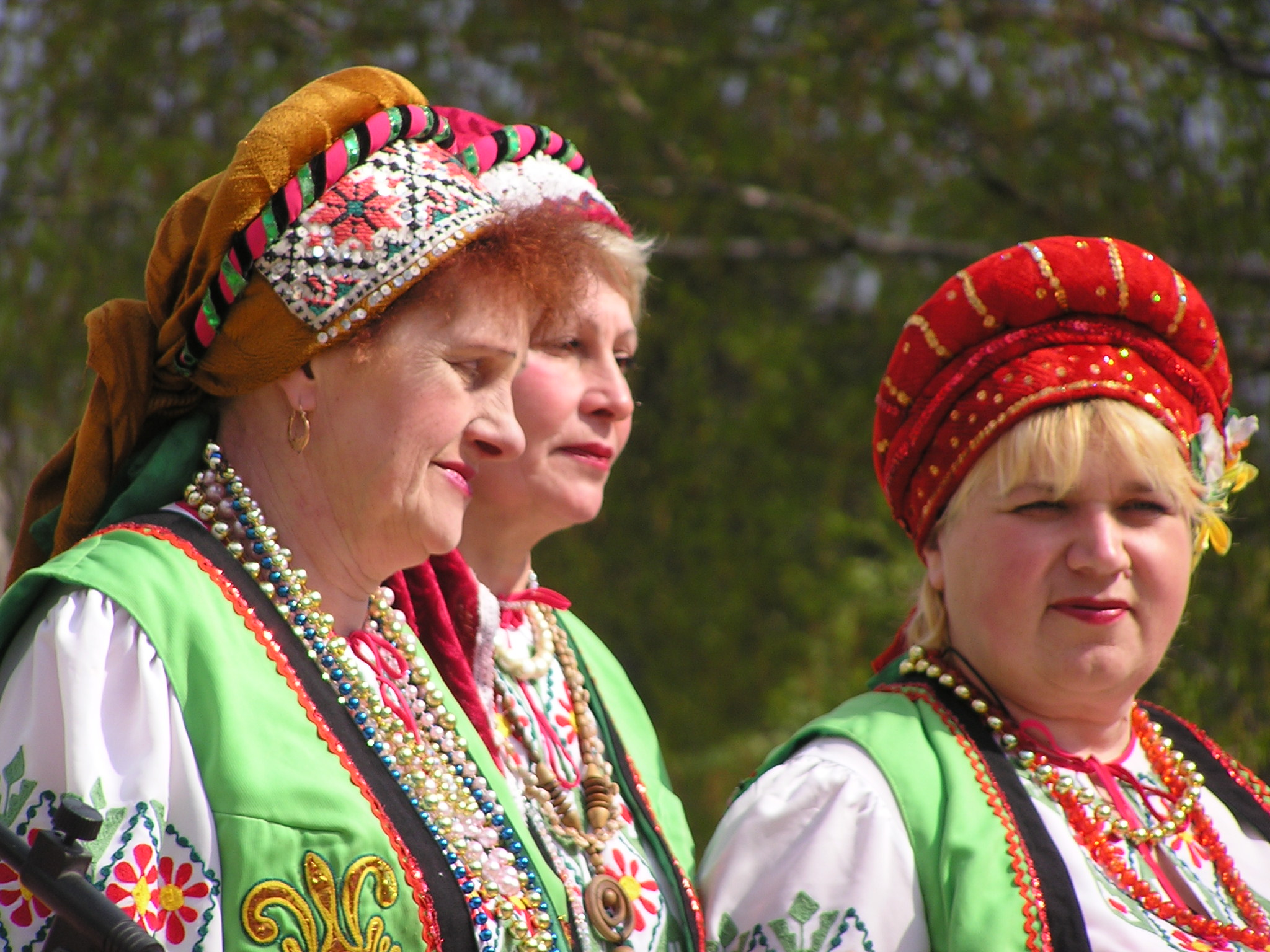
Bavnytsia, Donetsk
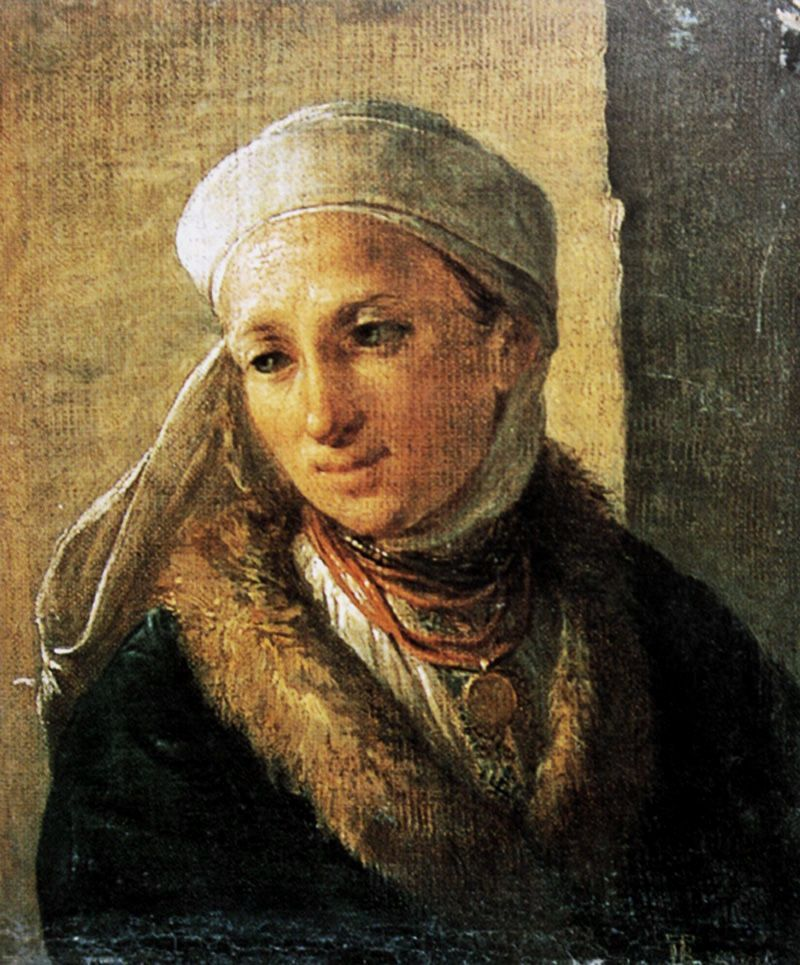
Namitka, 1820